# 市原市立八幡公民館
市原市立八幡公民館（いちはらしりつ やわたこうみんかん）は、千葉県市原市八幡にある公民館。市原市立八幡中学校の学区における市民文化拠点である。

## 概要
市原地区において、実際生活に即する教育・学術及び文化に関する各種の事業を行い、もって住民の教養の向上・健康の増進・情操の純化を図り、生活文化の振興・社会福祉の増進に寄与することを目的としている
。

## 沿革

### 概歴
市原郡八幡町時代の1948年（昭和23年）に、八幡町公民館として開館した。八幡町並びに市原郡における公民館は初めてであった。1963年（昭和38年）には、市原市市制施行によって市原市に移管され、市原市立八幡公民館と名称変更された。1972年（昭和48年）に、現在の鉄筋コンクリート造の建物が新築されている。建物老朽化のため、2026年（令和8年）には八幡宿駅西口複合施設に移転する予定であり、すでに移転後の現在地の土地活用について議論が始まっている。

### 年表
- 1948年（昭和23年）6月1日 - 八幡町公民館として設置[4]。
- 1963年（昭和38年）5月1日 - 市原市立八幡公民館に改称[3]。
- 1972年（昭和47年）3月25日 - 鉄筋コンクリート造の建物を新築[3]。

## 施設
敷地に関する詳細は以下の通りである。
| 所在地     | 市原市八幡1050番地1 |
| 敷地面積   | 3,474m2             |
| 用途地域   | 第二種住居地域      |
| 指定建蔽率 | 60%                 |
| 指定容積率 | 200%                |
| 所有者     | 市原市              |
| 取得価格   | 458,366,000円       |

### 建物
敷地内の建物に関する詳細は以下の通りである。
| 棟番号 | 棟名称         | 構造 | 階数 | 階数 | 延床面積    | 建築年 | 耐震情報 | 耐震情報   | 耐震情報 | 備考 |
| 棟番号 | 棟名称         | 構造 | 地上 | 地下 | 延床面積    | 建築年 | 基準     | 診断       | Is値     | 備考 |
| ------ | -------------- | ---- | ---- | ---- | ----------- | ------ | -------- | ---------- | -------- | ---- |
| 001    | 体育館         | S造  | 2    | 0    | 2,095.00 m2 | 1986年 | 新基準   | 耐震性有   |          |      |
| 002    | 公民館         | RC造 | 2    | 0    | 1,489.00 m2 | 1972年 | 旧基準   | 耐震強化済 | 1.10     |      |
| 003    | 公民館         | RC造 | 2    | 0    | 488.00 m2   | 1986年 | 新基準   | 耐震性有   |          |      |
| 004    | 倉庫・物置     | CB造 | 1    | 0    | 11.06 m2    | 1991年 | 新基準   | 耐震性有   |          |      |
| 005    | 配電室・電気室 | RC造 | 1    | 0    | 8.00 m2     | 1986年 | 新基準   | 耐震性有   |          |      |
| 006    | ポンプ室       | RC造 | 1    | 0    | 7.00 m2     | 1986年 | 新基準   | 耐震性有   |          |      |

## 機能

### 文化施設
以下の機能が存在する。
- 講堂：収容人数130人う
- 会議室1：収容人数40人
- 会議室2：収容人数15人
- 研修室：収容人数30人
- 視聴覚室：収容人数50人
- 調理室：収容人数36人
- 和室1：収容人数42人
- 和室2：収容人数30人
- 図書室

### 体育施設
以下の機能が存在する。
- 体育室：収容人数150人

## 利用案内
利用案内は以下の通りである。
施設（図書室以外）
- 利用時間：9時から21時まで
- 公民館の休館日は、年末年始（12月29日から翌1月3日まで）

図書室
- 開室時間：9時30分から17時まで。水・金曜日は19時まで（祝日と重なる場合は17時まで）。
- 閉室日：年末年始、月末図書整理日（土・日・祝日を除く月最後の平日）、特別整理期間、公民館休館日（年3回）

## 近隣施設
- 市原市役所市原支所
- 市原市立八幡認定こども園
- 市原市青少年会館
- 飯香岡八幡宮

## アクセス
- JR内房線八幡宿駅